# John Frederick Dewey
John Frederick Dewey (22 mei 1937) is een Britse structureel geoloog. Dewey is bekend om zijn onderzoek naar gebergtevorming en platentektoniek.

## Loopbaan
Dewey studeerde geologie aan de colleges Queen Mary en Imperial College aan de Universiteit van Londen. Van 1960 tot 1971 was hij universitair docent aan respectievelijk de universiteiten van Manchester, Cambridge en de Memorial University of Newfoundland, waarna hij hoogleraar werd aan de Universiteit van New York in Albany. Tijdens deze periode schreef hij een aantal nu als klassiek beschouwde wetenschappelijke publicaties over de vorming van de Appalachen en de Schotse en Ierse Caledoniden. Later legde hij zich toe op het opstellen van een model voor de vorming van de Himalayas.
In 1982 kwam Dewey terug naar Europa om eerst hoogleraar te worden aan de Universiteit van Durham, daarna (1986) aan de Universiteit van Oxford. Na zijn emeritaat in 2001 keerde hij terug naar Verenigde Staten waar hij les geeft aan de Universiteit van Californië in Davis.

## Onderscheidingen
Dewey is sinds 1985 een Fellow of the Royal Society (FRS) en heeft onder andere de Wollaston medaille van de Geological Society of London (1999) en de Penrose medaille van de Geological Society of America (1992) gewonnen.
- Bibliothèque nationale de France: cb16771822d (data)
- Gemeinsame Normdatei: 1068191988
- International Standard Name Identifier: 0000 0001 0987 2284
- Library of Congress Control Number: n86065777
- Nationale Bibliotheek van Israël: 987007432683805171
- Nederlandse Thesaurus van Auteursnamen: 218065582
- Système universitaire de documentation: 117499129
- Virtual International Authority File: 72871883
- WorldCat: E39PBJkD96rfFTKpRBqP3kpgKd